# Gabriel Agbonlahor
Gabriel Imuetinyan Agbonlahor (Birmingham, 13 de outubro de 1986) é um ex-futebolista inglês que atuava como atacante.

## Carreira
Sua carreira no futebol está ligada ao Aston Villa, clube onde chegou aos sete anos. Tendo permanecido nas categorias de base por onze anos, foi emprestado durante um curto período de menos de dois meses ao Watford (onde disputou apenas duas partidas) e outros dois ao Sheffield Wednesday (onde disputou seis partidas a mais) antes de fazer sua estreia pelo clube. A estreia porém, tardou a acontecer, apenas no ano seguinte, em 18 de março de 2006, na derrota por 4 x 1 para o Everton. Apesar da derrota, deixou sua marca, tendo marcado o gol de honra dos visitantes. Durante o restante do campeonato, esteve presente em mais oito partidas, mas não marcando.[carece de fontes?]
Nas temporadas seguintes, teve participações importantes em ambas, se tornando o artilheiro do clube. Em sua segunda como profissional, a 2006/07, disputou 42 partidas, marcando dez vezes, sendo o mais importante na Copa da Liga Inglesa, contra o Leicester City, quando marcou aos catorze do segundo tempo da prorrogação o gol da vitória, garantindo o clube na fase seguinte. Nas três posteriores, destaca-se as temporadas de 2008/09 e 2009/10.[carece de fontes?]
Após marcar onze vezes em quarenta partidas na 2007/08, marcou doze em 48 partidas na seguinte, tendo atuações destacadas, como na partida contra o Manchester City, quando marcou um hat-trick (três gols) em apenas oito minutos na vitória por 4 x 2,[carece de fontes?] sendo o segundo mais rápido da história do campeonato. Já em 2009/10, destaca-se sua média de gols, sendo a melhor de sua carreira, após marcar dezesseis vezes em 44 partidas.
Porém, sua belas atuações não seriam vistas em sua sexta temporada consecutiva no clube, que acabara de trocar de treinador, após a saída de Martin O'Neill, que fora substituido por Gérard Houllier. Com atuações abaixo do nível apresentado na temporada passada, Gabriel marcou apenas cinco vezes em 32 partidas, sendo apenas três no campeonato, no qual marcou seu primeiro gol apenas em sua décima quinta partida, na vitória por 2 x 1 sobre o Wigan Athletic.[carece de fontes?] Na temporada seguinte, na qual o clube não contava mais com Houllier (que deixou o clube por problemas de saúde), iniciou marcando uma vez na vitória por 3 x 1 sobre o Blackburn Rovers, após não marcar na primeira partida (0 x 0 com o Fulham).[carece de fontes?]

### Seleção Inglesa
Tendo origens nigeriana por conta de seu pai, e escocesa por sua mãe, Agbonlahor teve a opção de defender ambas seleções, além da inglesa, a qual acabou optando. Antes de sua decisão pela Inglaterra, Gabriel recebeu em 28 de setembro de 2006 uma convocação para a seleção nigeriana sub-20 para um amistoso contra Ruanda, mas recusou.
Poucos meses após decidir defender a seleção inglesa, recebeu sua primeira convocação. Ela aconteceu em 1 de fevereiro de 2008, para a partida contra a Suíça. Porém, para sua infelicidade, acabou se lesionando, tendo sido cortado. Sua nova oportunidade na seleção aconteceu logo na convocação seguinte, para as partidas contra Estados Unidos e Trinidad e Tobago, mas também não fazendo sua estreia, uma vez que permaneceu no banco durante ambos jogos. Sua estreia enfim aconteceu em 19 de novembro de 2008, contra a Alemanha. Tendo iniciado a partida, ficou em campo durante 77 minutos, quando fora substituido por Ashley Young,[carece de fontes?] então seu companheiro de clube (Curtis Davies, outro companheiro de clube na época, também fora convocado, porém não utilizado). Sua atuação, assim como de seu companheiro Young, foram muito elogiadas pelo capitão da seleção, John Terry. Posteriormente, participou de apenas mais duas partidas pelo seleção, sendo ambas em 2009, contra a Espanha (derrota por 2 x 0) e Bielorrússia (vitória por 3 x 0), tendo sido titular em ambas Ainda nesse ano, esteve presente no Campeonato Europeu Sub-21, participando de três partidas no torneio,[carece de fontes?] o qual terminou com o vice-campeonato para a Inglaterra.